# 関西医療学園専門学校

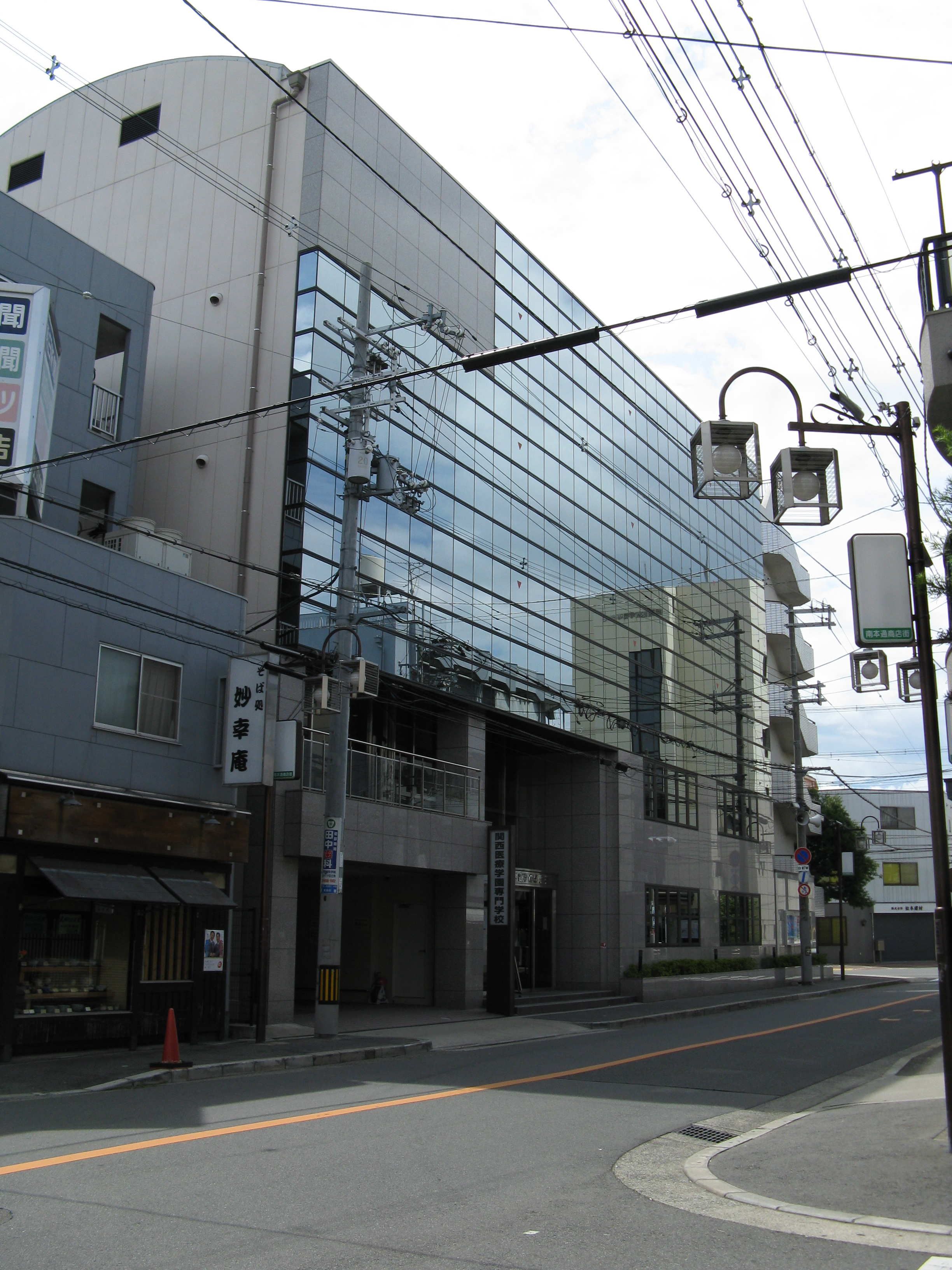
関西医療学園専門学校

関西医療学園専門学校（かんさいいりょうがくえんせんもんがっこう）は、学校法人関西医療学園が運営する大阪市住吉区にある専修学校。

## 沿革
- 1957年 - 「関西鍼灸柔整専門学校」として開校
- 1962年 - 現在地に移転
- 1993年 - 現校名に変更。理学療法科設置。
- 2000年 - 学科名を東洋医療学科・柔道整復学科・理学療法学科と改称し、柔道整復学科を設置。
- 2001年 - 夜間に東洋医療鍼灸学科設置
- 2006年 - 昼間に東洋医療鍼灸学科設置
- 2022年 - 歯科衛生学科設置

## 学科
- 東洋医療学科
- 東洋医療鍼灸学科
- 柔道整復学科
- 理学療法学科
- 歯科衛生学科

## 出身者
- 一谷勇一郎 - 衆議院議員

## 所在地
- 〒558－0011 大阪市住吉区苅田6-18-13

最寄り駅は、地下鉄御堂筋線 あびこ駅